# Delta del río Misisipi

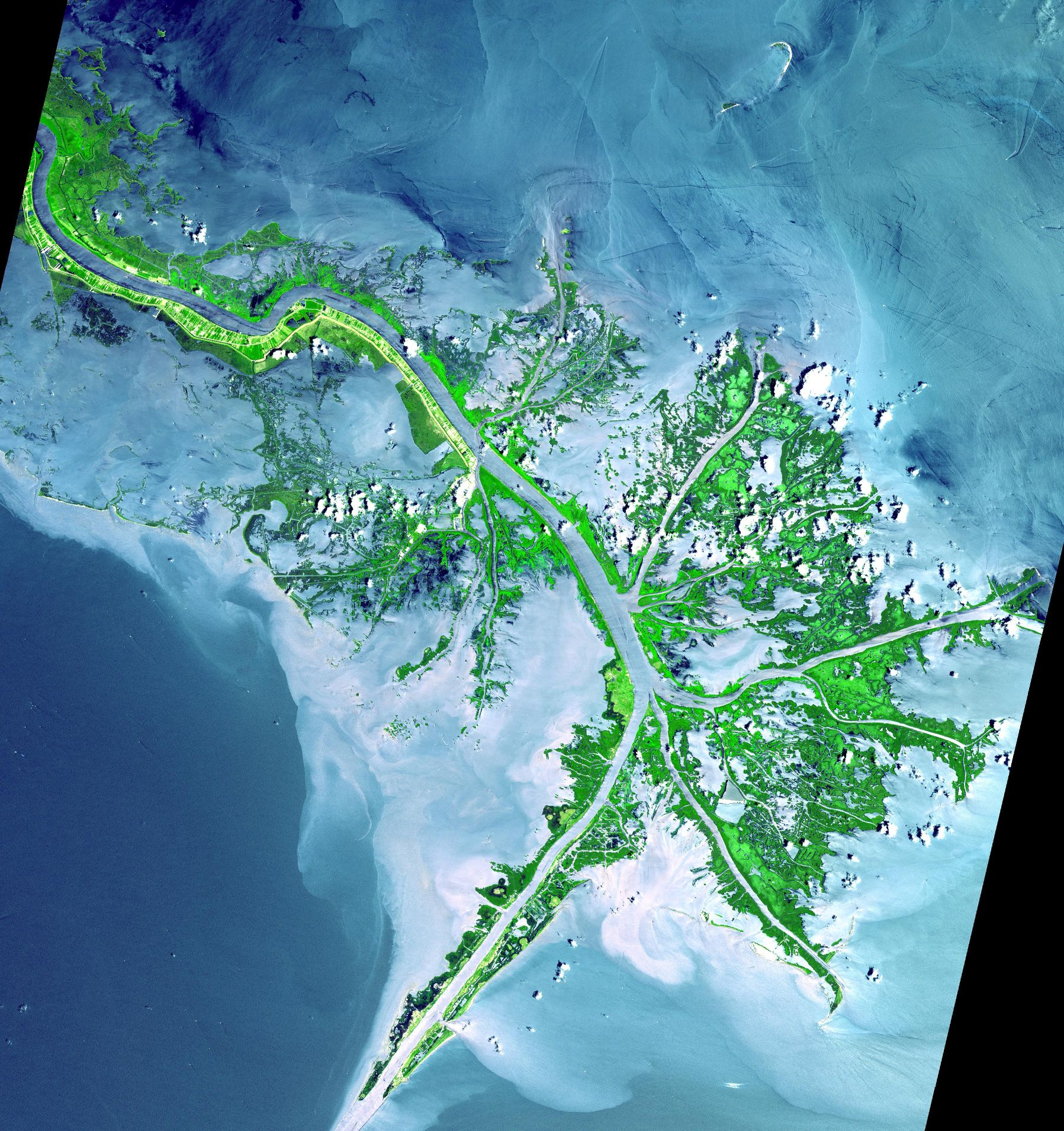
Delta desde el espacio.

El delta del río Misisipi es el área moderna de tierra del estado de Luisiana (Estados Unidos) formada por los aluviones depositados por el río Misisipi, ya que se hace más lento al entrar en el golfo de México. El proceso de formación del delta, durante los últimos 5000 años, provocó que la costa del sur de Luisiana avanzase hacia el mar desde 15 hasta 50 millas (24 a 80 km).
Es una región de importancia biológica, que comprende 12 000 km ² de los humedales costeros y el 40 % de las marismas en los estados sureños de Estados Unidos. También es una región de importancia comercial, el apoyo a la economía de Nueva Orleans con un tráfico marítimo importante, que provee un 16 a un 18 % del suministro de petróleo en los EE. UU., y proporcionando el 16 % de la cosecha de las pesquerías en los EE. UU., incluyendo camarones, cangrejos y cangrejos de río.
El delta del río Misisipi no se debe confundir con la región del Delta del Misisipi, una llanura aluvial situada a unos 300 millas (480 km) hacia el norte en el oeste de Misisipi a lo largo del río.
A mediados del siglo XX, se observó que el Misisipi abandonó su canal actual como un canal de escurrimiento de primaria, y migró a la cuenca Atchafalaya.
La zona del delta del Misisipi fue profundamente afectada por los huracanes Katrina y Rita en agosto y septiembre de 2005.

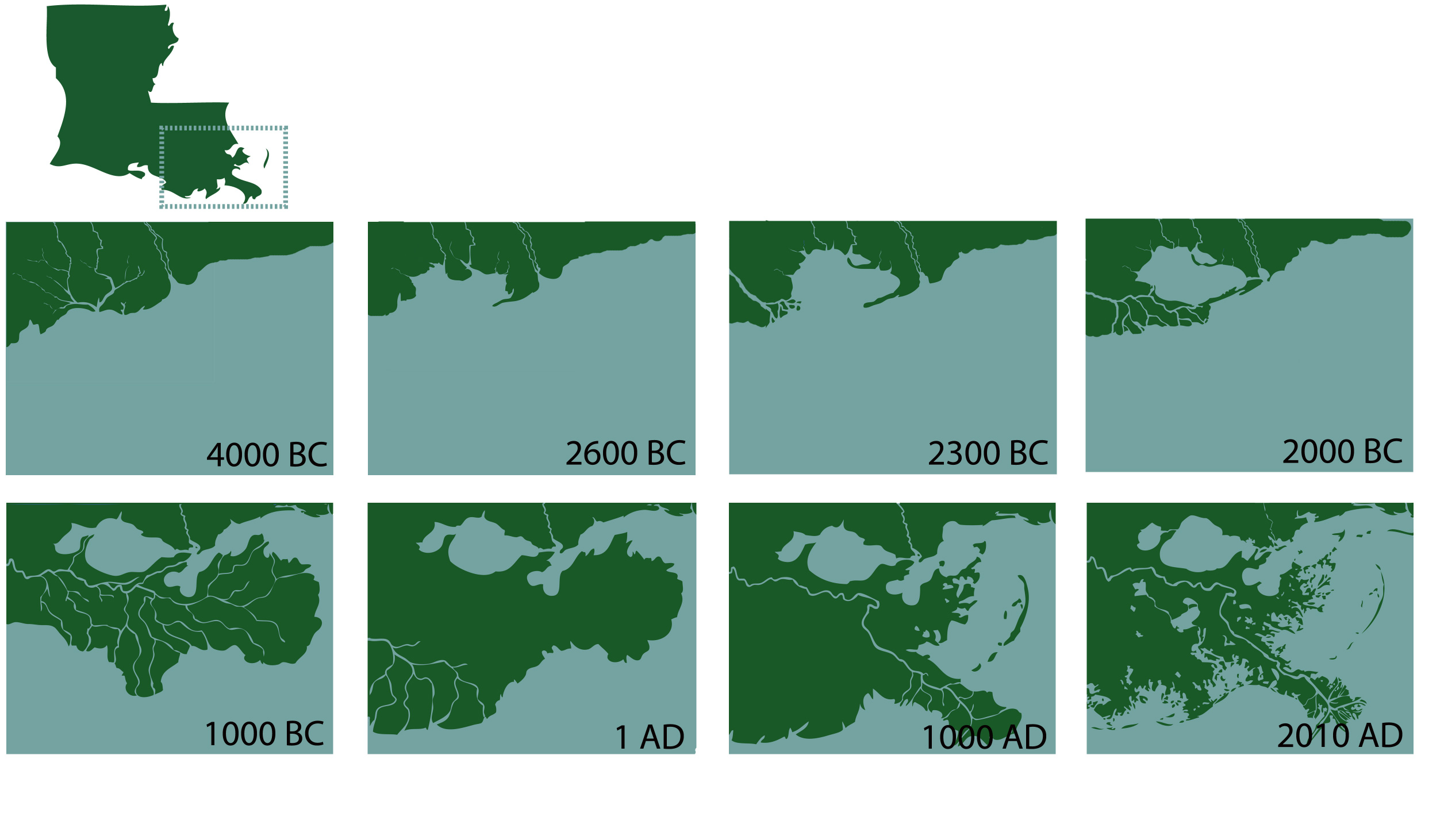
Cambios que experimentó el delta a lo largo de su historia.